# Erimnas

Mapa con algunas de las principales ciudades de la antigua Tesalia y zonas adyacentes. Erimnas estaba situada en la costa del golfo Termaico.

Erimnas o Eurymene (en griego, Ερυμναί o Εὐρυμεναί) es el nombre de una antigua ciudad griega de Tesalia. 
Estrabón la situaba en la costa, en el distrito de Magnesia, cerca de Homolio y Rizunte. Plinio el Viejo menciona la creencia de que las coronas que se arrojaban en la fuente de la ciudad se convertían en piedra.
Se localiza en la actual población de Karitsa.